# Tom Hardy
Edward Thomas "Tom" Hardy, född 15 september 1977 i Hammersmith, London, är en brittisk skådespelare och producent.

## Biografi

### Uppväxt
Tom Hardy föddes som ensambarn till konstnären Anne Barrett och författaren Edward "Chips" Hardy. Han växte upp i förorten East Sheen i London. Han gick i grundskola där och i Cobham. Han fortsatte sedan studera drama på Richmond Drama School och Drama Centre London. Han har nämnt skådespelaren Gary Oldman som en av sina hjältar och skulle använda många av hans scener under sin skoltid på dramaskolorna.

### Tidig karriär
Hardy vann 1998 en modelltävling i TV-programmet The Big Breakfast vilket gjorde att han som 20-åring fick ett modellkontrakt med agenturen Models 1. Han började samma år på Drama Centre London men hoppade av studierna när han fick en liten roll i den prisbelönade HBO-serien Band of Brothers (2001). Han filmdebuterade samma år i Black Hawk Down. Under denna period var han också aktiv som rappare och musikproducent med sin vän Edward Tracy och de kallade sig för Tommy No 1 + Eddie Too Tall. De spelade 1999 in ett mixtape med namnet Falling On Your Arse som inte släpptes förrän 2018.
Han fick sedan en ganska stor roll i Star Trek: Nemesis (2002) där han spelade en klon av Patrick Stewarts rollkaraktär Jean-Luc Picard. Året därpå medverkade han i filmerna Dot the I och skräckfilmen LD 50 Lethal Dose. Han skulle också medverka i en uppsättning av pjäsen In Arabia We'd All Be Kings vilket gav honom utmärkelsen London Evening Standard Theatre Award. För samma roll blev han också nominerad till Laurence Olivier Award för bästa nykomling. I TV-serier och TV-filmer fick Hardy allt större roller medan i filmer fick han nöja sig med mindre roller som i Layer Cake (2004), Marie Antoinette (2006) och RocknRolla (2008).

### Genombrott
Hardy fick ett större erkännande när han porträtterade Storbritanniens mest våldsamma man Charles Bronson i den danske regissören Nicolas Winding Refns film Bronson (2008). Hardy gick upp 19 kg för rollen och träffade den riktiga Bronson som rakade av sin mustasch och postade den till Hardy för att visa sin uppskattning. Filmen blev hyllad bland kritiker. Han medverkade därefter i miniserien The Take (2009) vilket gav honom en nominering på Crime Thriller Awards. Han spelade också Heathcliff i en nyversion av Svindlande höjder (2009). Inom teatern medverkade Hardy 2010 i pjäsen The Long Red Road i Chicago. Pjäsen regisserades av Philip Seymour Hoffman och Hardy fick mycket positiva recensioner för sin insats som den alkoholiserade Sam som försöker dricka bort det förgångna.

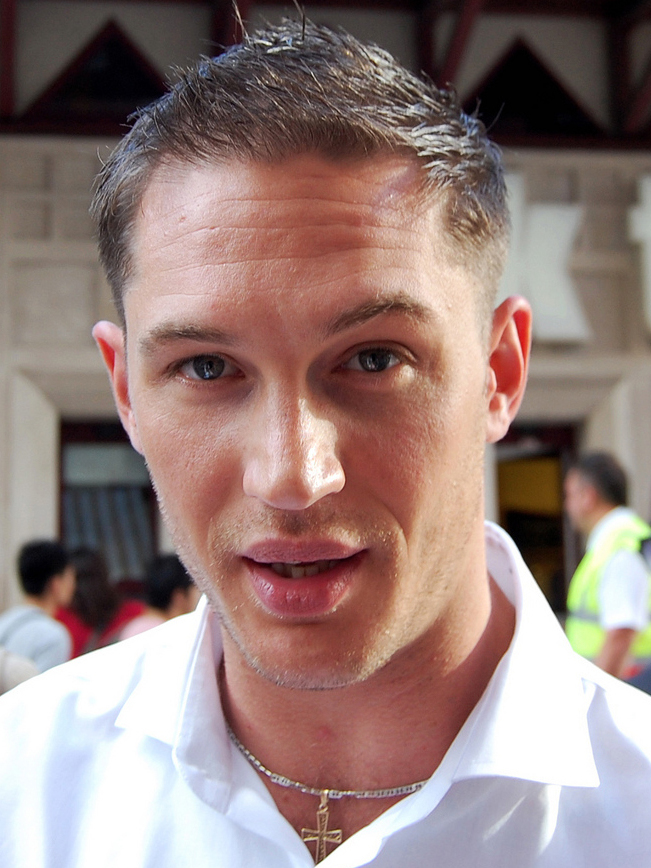
Tom Hardy på premiären för Inception, 2010.

2010 fick han sitt stora internationella genombrott i den Christopher Nolans science fiction-film Inception. Ensemblen innehöll skådespelare som Leonardo DiCaprio, Joseph Gordon-Levitt, Elliot Page, Cillian Murphy och Michael Caine. Filmen blev kritikerrosad och en finansiell succé. Hardy blev belönad med en BAFTA Rising Star award för sin insats. Filmen gav också Hardy ett speciellt avtal med filmbolaget Warner Bros vilket innebar att han fick en summa pengar enbart för att filmbolaget skulle kunna, i de fall Hardy valde mellan en film på deras bolag eller konkurrerande bolag, bli prioriterade av Hardy. I den svenska regissören Tomas Alfredsons film Tinker, Tailor, Soldier, Spy (2011) ersatte Hardy Michael Fassbender då hans inspelning med X-Men sammanföll med filmen. Filmen baserades på romanen med samma namn av John le Carré och blev hyllad. Den blev också Oscarsnominerad.

### Etablerad karriär
Hardy medverkade i kampsportsfilmen Warrior (2011) tillsammans med Joel Edgerton och Nick Nolte. Även om inte filmen blev någon framgång blev Hardy kritikerrosad. Hardy återförenades med Christopher Nolan i superhjältefilmen The Dark Knight Rises (2012) där han spelade skurken Bane. Inför rollen gick Hardy upp 14 kg i hårdträning. Hardy tror att den intensiva träningen inför rollen har gett hans kropp men för livet. Filmen blev en stor framgång hos både publik och kritiker. Samma år medverkade han tillsammans med Shia LaBeouf och Gary Oldman i kriminaldramat Lawless. Filmen fick ett mediokert mottagande.

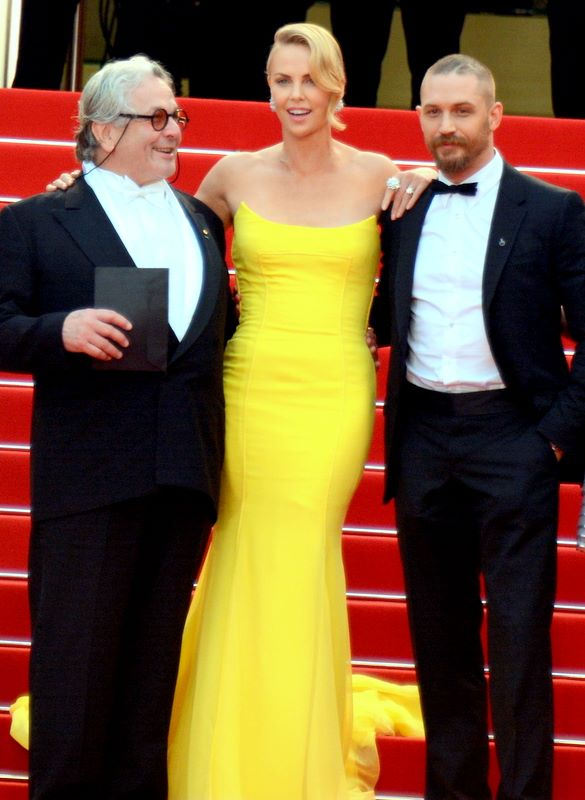
George Miller, Charlize Theron och Hardy på Cannes filmfestival 2015.

Hardys nästa film, Locke (2013) blev kritikerrosad. I filmen är Hardys karaktär Ivan Locke den enda medverkande som syns i bild och filmen utspelas uteslutande i en bil där de andra skådespelarna enbart hörs i telefon. Han skulle mottaga priset för Bästa skådespelare på Film Critics Association Awards. Hardy medverkade sedan tillsammans med James Gandolfini i The Drop (2014). Det kom att bli Gandolfinis sista filmroll innan han dog 2013. De båda blev särskilt hyllade tillsammans med filmen. Hardy medverkade i BBC-serien Peaky Blinders från säsong två där han porträtterar den judiska gangstern Alfie Solomons (verklighetens Alfie hette egentligen Alfred). Han medverkade fram till seriens slut 2022.
År 2015 agerade Hardy i fem filmer. Den första, Child 44 blev både sågad och en flopp på biografer. Hardy fick dock goda recensioner. Han spelade sedan titelkaraktären i Mad Max: Fury Road och tog över rollen efter Mel Gibson. Hardy blev hyllad för sin insats och ansågs av flera kritiker vara överlägsen Gibsons tolkning. Filmen blev även den kritikerrosad och en enorm finansiell framgång. Den blev även nominerad till tio Oscars varav den vann sex. Han syntes sedan i de två flopparna och mediokert mottagna London Road och Legend. I den sistnämnda spelade Hardy två roller som ett tvillingpar. Hardy avslutade året med att återförenas med Leonardo DiCaprio i The Revenant. Rollen gav Hardy sin första Oscarsnominering för Bästa manliga biroll.

### Fortsatta framgångar och Venom
Hardy återförenades med regissören Christopher Nolan i krigsfilmen Dunkirk (2017) och skapade och skrev tillsammans med sin far Edward "Chips" Hardy miniserien Taboo (2017). Hardy medverkade även i den som skådespelare och producent. Serien fick ett positivt bemötande och Hardy blev hyllad för sin insats. Han spelade sedan seriefiguren Eddie Brock och dess superhjältealias (även om produktionen och fans är noggranna med att inte benämna honom som superhjälte) Venom i Venom (2018). Filmen blev sågad men blev trots det den sjätte mest inkomstbringande filmen det året. Hardy porträtterade sedan Al Capone i den biografiska filmen Capone (2020). Filmen blev både sågad och en flopp.
Hardy repriserade sin roll som Eddie Brock och Venom i uppföljaren Venom: Let There Be Carnage (2021). Den fick ett något bättre mottagande än föregångaren. Han medverkade också i samma roll som en cameo i Spider-Man: No Way Home (2021). Han medverkade sedan tillsammans med Austin Butler i perioddramat The Bikeriders (2023) som fick ett positivt bemötande. Han repriserade sedan sin roll som Eddie Brock och Venom för den tredje och sista delen Venom: The Last Dance (2024).

## Privatliv

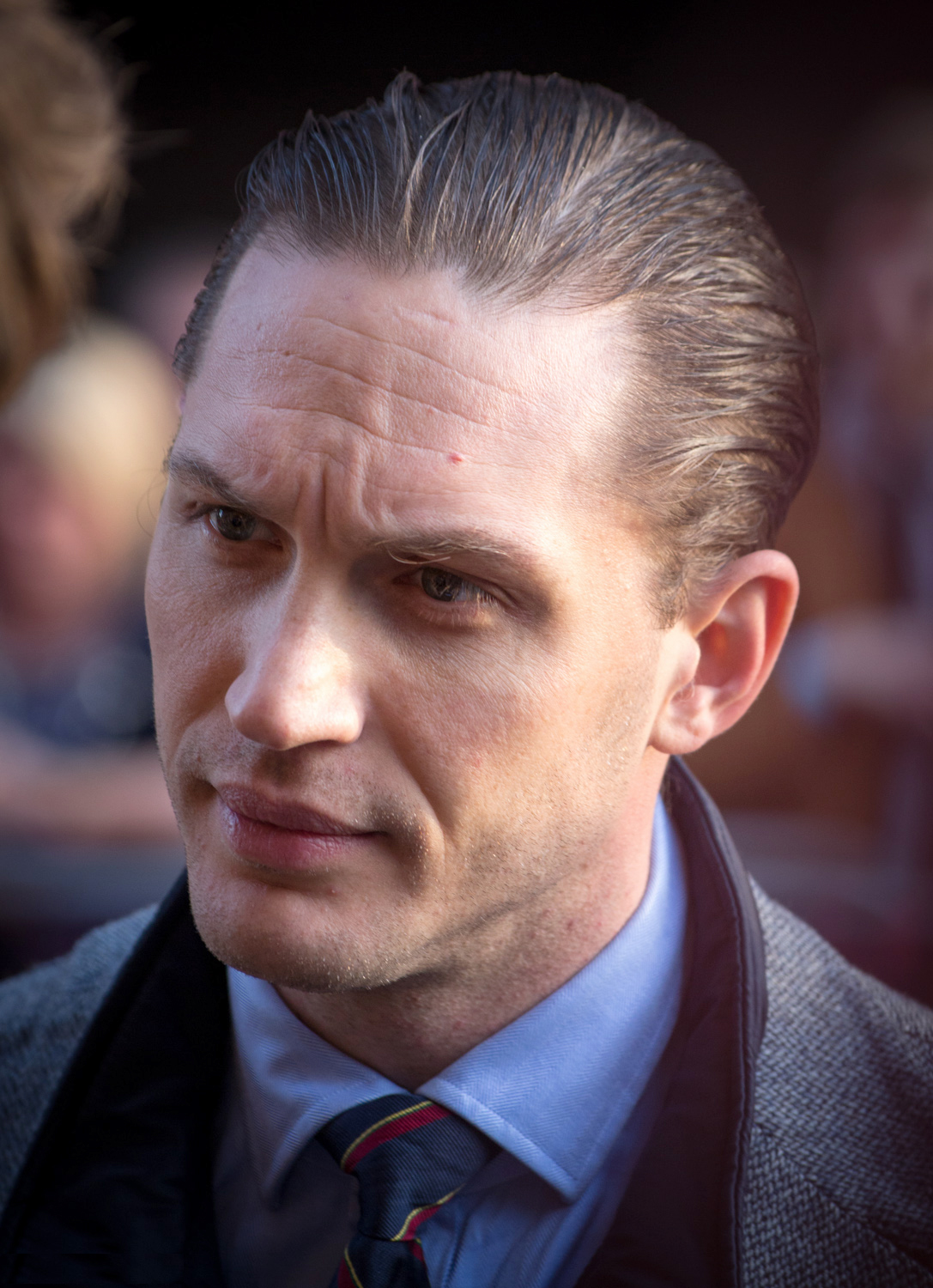
Tom Hardy 2014.

Hardy var gift med producenten Sarah Ward mellan 1999 och 2004. Han träffade sedan regiassistenten Rachael Speed på inspelningen av The Virgin Queen (2005). De fick en son innan de separerade 2009. Samma år träffade han skådespelerskan Charlotte Riley på inspelningen av Wuthering Heights. De gifte sig 2014 och har två barn tillsammans födda 2015 och 2018.
I sin ungdom missbrukade Hardy alkohol och crack-kokain för att självmedicinera sin dystymi. Hardy har sagt att det spårade ur med drogerna tills han fick hjälp på ett rehab 2003.
Hardy mottog utmärkelsen Brittiska imperieorden 2018.
Hardy är en flitig utövare av brasiliansk jiu-jitsu och har vunnit flera tävlingar i sporten. Han fick lila bälte den 19 juni 2023.
Hardy har fortsatt rappa under namnen Face Puller och Frankie Pulitzer. 2022 var han med på gruppen Czarface (som innhåller många medlemmar från Wu-Tang Clan) album Czarmageddon.

## Filmografi

### Film
| År   | Titel                              | Roll                               | Notering                    |
| ---- | ---------------------------------- | ---------------------------------- | --------------------------- |
| 2001 | Black Hawk Down                    | Lance Twombly                      | krediterad som Thomas Hardy |
| 2002 | Deserter                           | Pascal Dupont                      |                             |
| 2002 | Star Trek: Nemesis                 | Shinzon                            |                             |
| 2003 | Dot the I                          | Tom                                |                             |
| 2003 | LD 50 Lethal Dose                  | Matt                               |                             |
| 2004 | The Reckoning                      | Straw                              |                             |
| 2004 | EMR                                | Henry                              |                             |
| 2004 | Layer Cake                         | Clarkie                            |                             |
| 2006 | Marie Antoinette                   | Raumont                            |                             |
| 2006 | Gideon's Daughter                  | Andrew                             | TV-film                     |
| 2006 | A for Andromeda                    | John Fleming                       | TV-film                     |
| 2006 | Minotaur                           | Theo                               |                             |
| 2006 | Sweeney Todd                       | Matthew                            | TV-film                     |
| 2006 | Scenes of a Sexual Nature          | Noel                               |                             |
| 2007 | Flood                              | Zack                               |                             |
| 2007 | WΔZ                                | Pierre Jackson                     |                             |
| 2007 | Stuart: A Life Backwards           | Stuart Shorter                     | TV-film                     |
| 2007 | The Inheritance                    | Dad                                |                             |
| 2008 | Sucker Punch                       | Rodders                            |                             |
| 2008 | RocknRolla                         | Handsome Bob                       |                             |
| 2008 | Bronson                            | Charles Bronson / Michael Peterson |                             |
| 2009 | Thick as Thieves                   | Michaels                           |                             |
| 2009 | Perfect                            | Doktor                             | Kortfilm                    |
| 2010 | Inception                          | Eames                              |                             |
| 2011 | Sergeant Slaughter, My Big Brother | Dan                                | Kortfilm                    |
| 2011 | Tinker, Tailor, Soldier, Spy       | Ricki Tarr                         |                             |
| 2011 | Warrior                            | Tommy Riordan Conlon               |                             |
| 2012 | This Means War                     | Tuck Hansen                        |                             |
| 2012 | The Dark Knight Rises              | Bane                               |                             |
| 2012 | Lawless                            | Forrest Bondurant                  |                             |
| 2013 | Locke                              | Ivan Locke                         |                             |
| 2014 | The Drop                           | Bobby Saginowski                   |                             |
| 2015 | Child 44                           | Leo Demidov                        |                             |
| 2015 | Mad Max: Fury Road                 | Max Rockatansky                    |                             |
| 2015 | London Road                        | Mark                               |                             |
| 2015 | Legend                             | Ronald & Reginald Kray             | Även producent              |
| 2015 | The Revenant                       | John Fitzgerald                    |                             |
| 2017 | Dunkirk                            | Farrier                            |                             |
| 2017 | Star Wars: The Last Jedi           | FN-926                             | Bortklippt scen             |
| 2018 | Venom                              | Eddie Brock / Venom                | Även producent              |
| 2020 | Capone                             | Al Capone                          |                             |
| 2021 | Venom: Let There Be Carnage        | Eddie Brock / Venom                | Även manus och producent    |
| 2021 | Spider-Man: No Way Home            | Eddie Brock / Venom                | Cameo                       |
| 2021 | The Matrix Resurrections           | Statist                            | Cameo                       |
| 2023 | The Bikeriders                     | Johnny Davis                       |                             |
| 2024 | Venom: The Last Dance              | Eddie Brock / Venom                | Även manus och producent    |
| TBA  | Havoc                              | Walker                             | Kommande                    |

### TV
| År        | Titel                             | Roll                             | Notering                              |
| --------- | --------------------------------- | -------------------------------- | ------------------------------------- |
| 2001      | Band of Brothers                  | John Janovec                     | 2 avsnitt                             |
| 2005      | Colditz                           | Jack Rose                        | 2 avsnitt                             |
| 2005      | The Virgin Queen                  | Robert Dudley, Earl of Leicester | 3 avsnitt                             |
| 2007      | Cape Wrath                        | Jack Donnelly                    | 5 avsnitt                             |
| 2007      | Oliver Twist                      | Bill Sikes                       | 5 avsnitt                             |
| 2008      | Wuthering Heights                 | Heathcliff                       | 2 avsnitt                             |
| 2009      | The Take                          | Freddie                          | 4 avsnitt                             |
| 2013      | Driven to Extremes                | Sig själv                        | 1 avsnitt                             |
| 2013      | Poaching Wars                     | Sig själv                        | 2 avsnitt, även producent             |
| 2014-2022 | Peaky Blinders                    | Alfie Solomons                   | 13 avsnitt                            |
| 2017      | CBeebies Bedtime Stories          | Sig själv                        | 5 avsnitt                             |
| 2017      | Taboo                             | James Delaney                    | 8 avsnitt, även skapare och producent |
| 2020      | All or Nothing: Tottenham Hotspur | Berättare                        | Dokumentärserie                       |
| 2022      | Falklands War: The Untold Story   | Berättare                        | Dokumentärserie                       |
| 2022      | Predators                         | Berättare                        | Dokumentärserie                       |
| 2025      | MobLand                           | Harry Da Souza                   | 10 avsnitt                            |

### Teater
| År   | Titel                       | Roll     | Teater                      |
| ---- | --------------------------- | -------- | --------------------------- |
| 2003 | In Arabia We'd All Be Kings | Skank    | Hampstead Theatre, London   |
| 2003 | The Modernists              | Vincent  | Crucible Theatre, Sheffield |
| 2003 | Blood                       | Luca     | Royal Court Theatre, London |
| 2004 | Festen                      | Michael  | Almeida Theatre, London     |
| 2007 | The Man of Mode             | Dorimant | National Theatre, London    |
| 2010 | The Long Red Road           | Sammy    | Goodman Theatre, Chicago    |